# Presa El Cajón
La Presa El Cajón, más formalmente llamada Presa Leonardo Rodríguez Alcaine, es una central hidroeléctrica mexicana ubicada en el cauce del Río Grande de Santiago en el municipio de Santa María del Oro, Nayarit. Inició operaciones el 1 de marzo de 2007. Tiene la capacidad de generar 750 megawatts de energía eléctrica. Mide 640 m de largo y 178 m de alto; su embalse tiene la capacidad de albergar 2,282 hectómetros cúbicos de agua. Tuvo un costo aproximado de 800 millones de dólares. La presa es operada por la Comisión Federal de Electricidad.

## Datos técnicos
PRESA EL CAJON DATOS TECNICOS
- La creación de 10,000 empleos directos e indirectos.
- La mejora de caminos de acceso que benefician a 20 mil habitantes pertenecientes a 40 comunidades.
- Habrá al año 1,228 GWh de electricidad, que es 1,5 veces el equivalente al consumo anual de electricidad de Nayarit.
- Cada año se ahorran 2 millones de barriles de petróleo.
- Un beneficio económico de 2,000 millones de pesos y un aumento en la generación de energía de la estación hidroeléctrica Presa Aguamilpa debido a la regulación del Río Grande de Santiago y sus afluentes en la cuenca, así como la diversificación de las fuentes.
- Los generadores de la presa pueden generar 750 megawatts de electricidad.[4]
- Se invirtieron 800 millones de dólares en la construcción de la obra y el montaje electromecánico.[4]

## Los pobladores de la zona
PRESA EL CAJON
Antes del inicio del proyecto de El Cajón las comunicaciones en la zona eran pobres y los medios de transporte rudimentarios, generalmente sobre animales. Muchos de los caminos eran de terracería y sus condiciones apenas aceptables para los pocos vehículos que transitaban por ellos. En algunos puntos se utilizaban lanchas para cruzar el río. A pesar de que las distancias son relativamente cortas, el transporte entre las comunidades hacia otros municipios o a la capital del estado llevaba horas o días enteros. Esas condiciones empezaron a cambiar desde que se iniciaron los trabajos de construcción, mejorando las vialidades en la zona, como el acceso a Santa María del Oro, y se puso el puente del río Santiago a los caminos de acceso a la región serrana, lo que reduce significativamente el tiempo de traslado, que se hacía únicamente utilizando pangas. También la CFE fomento proyectos para aumentar la ganadería, agricultura  y pesca.
La Secretaría de Salud de Nayarit y el Instituto Mexicano del Seguro Social colaboraron en un programa con el que se han realizado más de mil consultas médicas en la zona del embalse con sus respectivos tratamientos. En el área de obras se aplicaron más de cuatro mil dosis de vacunas y se llevaron a cabo acciones de regulación sanitaria y prevención, así como pláticas de capacitación. Uno de los beneficios que aportó la construcción de la hidroeléctrica El Cajón es que ahora la mayoría de las viviendas de la zona cuentan con electricidad. La construcción necesitaba la reubicación de 210 habitantes de la zona. Los estudios previos a la construcción de El Cajón permitieron identificar específicamente las viviendas que quedarían bajo las aguas del embalse. Sus habitantes vivían en condiciones de marginalidad extrema, por lo que se realizó una campaña de trabajo social para darles a conocer las ventajas de ser reubicados.